# I'm So Sorry (canción de Imagine Dragons)
«I'm So Sorry» (en español: «Lo Siento Mucho») es una canción escrita, producida e interpretada por la banda estadounidense de rock alternativo Imagine Dragons, perteneciente a su segundo álbum de estudio, «Smoke + Mirrors». Fue lanzado como el cuarto sencillo del álbum el 11 de junio de 2015 por KIDinaKORNER e Interscope Records.

## Composición
La canción, al igual que otros sencillos de «Smoke + Mirrors», como «Gold» y «Hopeless Opus», «I'm So Sorry» toca la lucha contra la depresión del vocalista principal, Dan Reynolds, siendo un himno reflexivo sobre la aceptación de la responsabilidad por los errores y el aprendizaje de ellos para seguir adelante en la vida. Habla del ciclo de arrepentimientos y crecimiento, haciendo referencia a tener "un padrastro" como resultado de tomar decisiones equivocadas en el pasado. Se anima a perseguir los propios sueños, cueste lo que cueste. En última instancia, la canción es una declaración reflexiva de que nunca es demasiado tarde para volver a intentarlo y enmendar los errores del pasado.

## Recepción
La canción ha sido comparado con el trabajo de The Black Keys por los críticos de música, con Mikael Wood, de Los Angeles Times que comparan: "La canción tiene un poco de blues y garage rock que se asemeja al de Black Keys". Jon Dolan de Rolling Stone describe la canción como: "Una mezcla de sonidos de Garage rock y blues, en el tono de Black Keys". Stephen Thomas Erlewine de Allmusic llamó a la canción: "Una serie de Black Keys despojado de todo sentido de la ranura de R & B".

## Uso en otros medios
La melodía de «I'm So Sorry» fue sampleada por Hans Zimmer para los temas provenientes de la banda sonora de Kung Fu Panda 3: «The Arrival of Kai», «The Hall of Heroes», «The Legend of Kai», «Po Belongs», «Kai is Closer», «The Battle of Legends» y «The Spirit Realm».
Asimismo, «I'm So Sorry» ha aparecido en diversos trailers y anuncios de televisión para el Electronic Arts de 2015 del videojuego Battlefield Hardline, así como el tráiler de la película de 2015, Leyenda. «I'm So Sorry» también fue agregada en la banda sonora del 2015 Visual Concepts / 2K Sports del videojuego de la NBA 2k16.

## Lista de sencillos
| I'm So Sorry: Descarga digital |                |                 |          |  |
| N.º                            | Título         | Artista(s)      | Duración |  |
| 1.                             | «I'm So Sorry» | Imagine Dragons | 3:50     |  |

## Créditos
Adaptado del booklet de «Smoke + Mirrors».
I'm So Sorry
- Interpretado por Imagine Dragons.
- Escrito por Dan Reynolds, Wayne Sermon, Ben McKee y Daniel Platzman.
- Producido por Imagine Dragons.
- Publicado por KIDinaKORNER / Universal.
- Grabado por Robert Root en “Ragged Insomnia Studio”.
- Mezclado por Manny Marroquin en “Larrabee Studios”, asistido por Chris Galland e Ike Schultz.
- Masterizado por Joe LaPorta en “Sterling Sound”.

℗ 2015 KIDinaKORNER/Interscope Records
Imagine Dragons
- Dan Reynolds: Voz.
- Wayne Sermon: Guitarra.
- Ben McKee: Bajo.
- Daniel Platzman: Batería.

## Listas de Popularidad
| Lista (2015)                                              | Máxima posición |
| --------------------------------------------------------- | --------------- |
| Estados Unidos (Hot Rock & Alternative Songs) (Billboard) | 14              |

| Lista (2015)                                              | Máxima posición |
| --------------------------------------------------------- | --------------- |
| Estados Unidos (Hot Rock & Alternative Songs) (Billboard) | 97              |

## Certificaciones
| País (Organismo certificador) | Certificaciones | Ventas certificadas | Ref.  |
| ----------------------------- | --------------- | ------------------- | ----- |
| Estados Unidos (RIAA)         | Oro             | 500 000             | [ 8 ] |